# Liste der britischen Hochkommissare in Barbados
Der britische Hochkommissar (Commonwealth) mit einem Letter of introduction für den Generalgouverneur von Barbados in Bridgetown, erhält regelmäßig auch einen Letter of introduction für:
- den Generalgouverneur von Antigua und Barbuda in Saint John’s
- den Generalgouverneur von Grenada in St. George’s
- den Generalgouverneur von St. Kitts und Nevis in Basseterre
- den Generalgouverneur von St. Vincent und die Grenadinen in Kingstown
- den Generalgouverneur von St. Lucia in Castries

sowie einen Letter of commission für:
- den Präsidenten von Dominica in Roseau

| vorgestellt   | Name                                 | Lebensdaten / Bemerkungen | vorgestellt während der britischen Regierung von | vorgestellt während der Regierung in Barbados von | Posten verlassen |
| ------------- | ------------------------------------ | --- | ------------------------------------------------ | ------------------------------------------------- | ---------------- |
| 1966          | John Still Bennett                   | * 22. März 1911 | Harold Wilson                                    | Errol Walton Barrow                               | 1970             |
| 1971          | David Roberts                        | 8. August 1924 – 7. Juni 1987 | Edward Heath                                     | Errol Walton Barrow                               | 1973             |
| 1973          | Charles Stuart Roberts               | * 23. März 1918 | Edward Heath                                     | Errol Walton Barrow                               | 1978             |
| 1978          | James Stanley Arthur                 | 1970–1973: Deputy High Commissioner to Malta; 1974–78 High Commissioner to Fiji zeitgleich in Nauru | James Callaghan                                  | John Michael G. Adams                             | 1982             |
| 1982          | John Morrison, 2. Viscount Dunrossil | 22. Mai 1926–22. März 2000 | Margaret Thatcher                                | John Michael G. Adams                             | 1983             |
| 6. Aug. 1983  | Giles Bullard                        | 24. August 1926–11. November 1992 | Margaret Thatcher                                | John Michael G. Adams                             | 1986             |
| 19. Okt. 1986 | Kevin Francis Xavier Burns           | * 18. Dezember 1930 | Margaret Thatcher                                | Errol Walton Barrow                               | 1990             |
| 13. Jan. 1991 | Emrys Thomas Davies                  | * 1934;1976–1978: Commissioner Commercial Counsellor in Peking, 1979–1982: Deputy High Commissioner to Canada, 1982–1984: Inspector, 1984–1987: stellvertretender Vertreter der britischen Regierung bei der Organisation für wirtschaftliche Zusammenarbeit und Entwicklung, 1987–1990: Botschafter in Hanoi | John Major                                       | Lloyd Erskine Sandiford                           | 1994             |
| 7. Okt. 1994  | Richard Thomas                       | | John Major                                       | Owen Arthur                                       | 1998             |
| 8. März 1998  | Gordon Meldrum Baker                 | * 4. Juli 1941; 1959: Lord Chancellor’s Department; 1966: Commonwealth Office; 1968: FO (later FCO) 1968; Lagos 1969; First Secretary FCO, April 1986: Gesandtschaftsrat, Leiter der Konsularabteilung und Generalkonsul in Santigo de Chile                                                                  | Tony Blair                                       | Owen Arthur                                       | 2001             |
| 11. Aug. 2001 | John White                           | | Tony Blair                                       | Owen Arthur                                       | 2005             |
| 2005          | Duncan Taylor                        | | Tony Blair                                       | Owen Arthur                                       | 2009             |
| 2010          | Paul Brummell                        | | David Cameron                                    | Freundel Stuart                                   |                  |

Quelle: